# Rybák obecný
Rybák obecný (Sterna hirundo) je středně velký druh rybáka. Dospělí ptáci mají černou čepičku a červený zobák s černou špičkou. Výrazný je rovněž hluboce vykrojený ocas.

## Popis

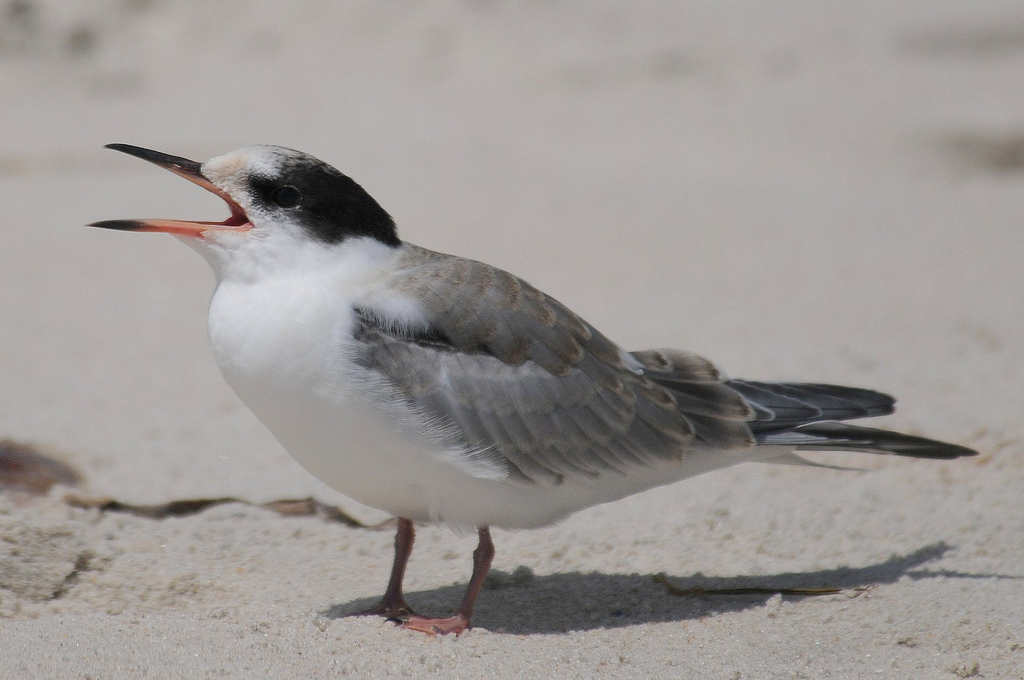
Jednoletý pták

Velikost: Délka: 34–37 cm. Rozpětí křídel: 70–80 cm. Hmotnost: 90–175 g.
Šat svatební – černá čepička zasahuje od čela na šíji a dolů pod oko a do příuší, dolní část hlavy, strany krku a celá spodina bílé, vrch těla, křídel a kostřec šedé. Ocasní krovky a ocas bílé, pera na ocase s šedým vnějším praporem, krajní s černým. Krajní ruční letky tmavošedé, ke konci do černa, na vnitřním praporu bílé. Zobák je červený s černou špicí (ta může u některých jedinců chybět), nohy červené.
Šat prostý – jako svatební, ale bílé čelo, na zbytku čepičky někdy bílé skvrny. Tmavší přední křídelní krovky tvoří nevýraznou pásku, svrchní křídelní krovky a ocas někdy s nádechem do šeda. Zobák černý s červenou ploškou pod nozdrami a u kořene (může být i celý černý), nohy tmavěji červené.
Šat mláďat – jako šat prostý, ale čelo s hnědým skvrněním, i zbytek čepičky promísen s hnědou. Pera hřbetu a krovky s hnědo-rezavými koncovými skvrnami, přední krovky téměř černé – tvoří výraznou pásku na předním okraji křídla. Letky tmavošedé, loketní se světlejšími špičkami, kostřec a ocas šedavé, rýdovací pera mají tmavší okraje. Zobák masový nebo žlutooranžový s černou špičkou (postupně tmavne), nohy růžové až žlutooranžové.
Šat 1. roku – jako šat prostý, na vrchu těla ještě zůstávají některá pera z šatu mláďat.

## Rozšíření
Hnízdí v mírném pásmu severní polokoule mimo západní Severní Ameriku; hnízdí také v České republice. V zimě táhne většina ptáků na jižní polokouli na jih po Argentinu, jižní Afriku a Austrálii. V Česku hnízdí především na březích rybníků, nebo i na ostrůvcích.

## Výskyt

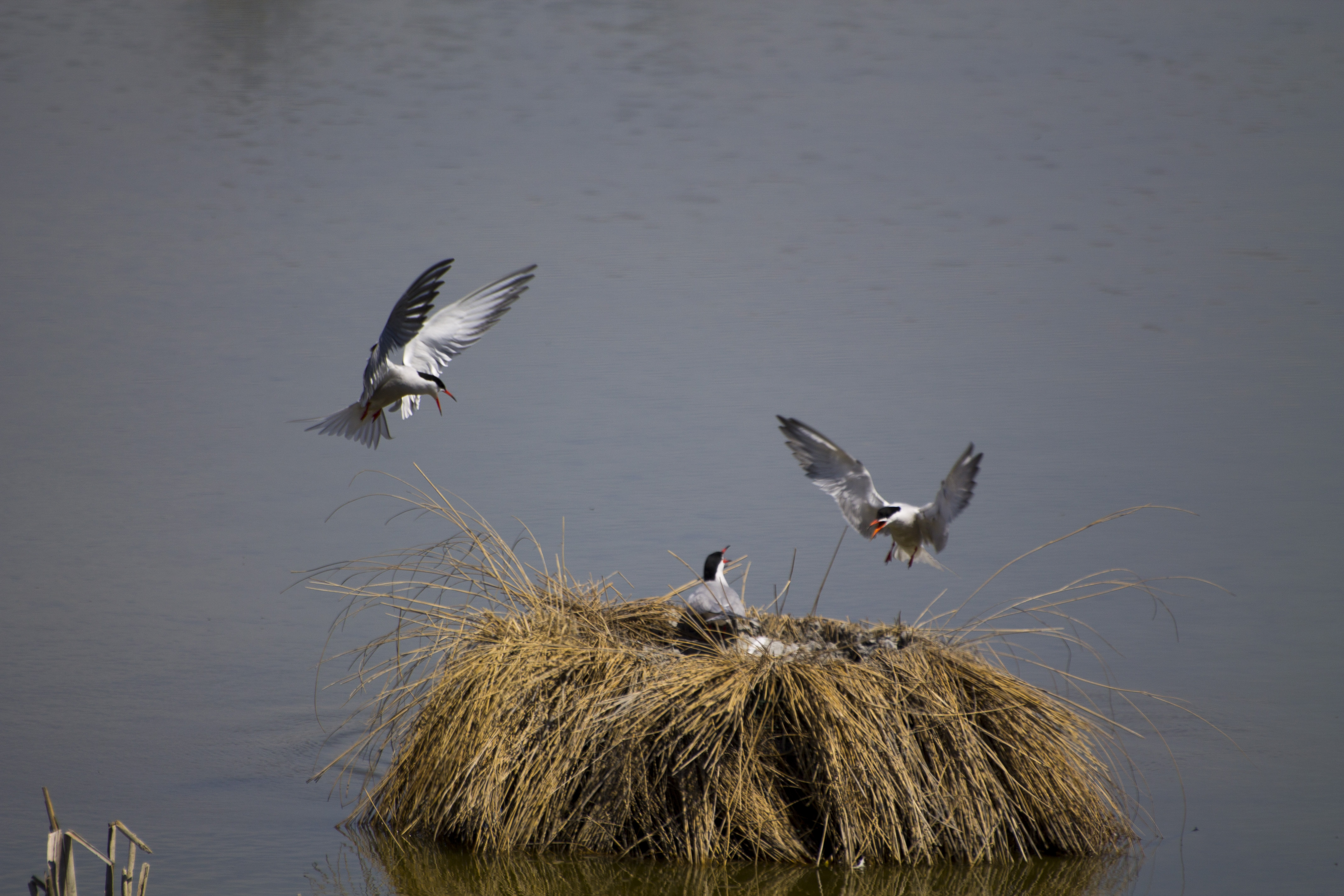
Rybák obecný

Hnízdí v koloniích (samostatných i spolu s dalšími druhy rybáků nebo racků) na mořských pobřežích, ve vnitrozemí u velkých vodních nádrží i řek. Na hnízdiště přilétá v dubnu.

## Výskyt v Česku
V České republice každoročně hnízdní několik set párů. Ke svému hnízdění potřebuje štěrkové ostrovy či lavice v korytech větších řek, příp. jiné holé plochy v blízkosti vodních nádrží.

## Hnízdění

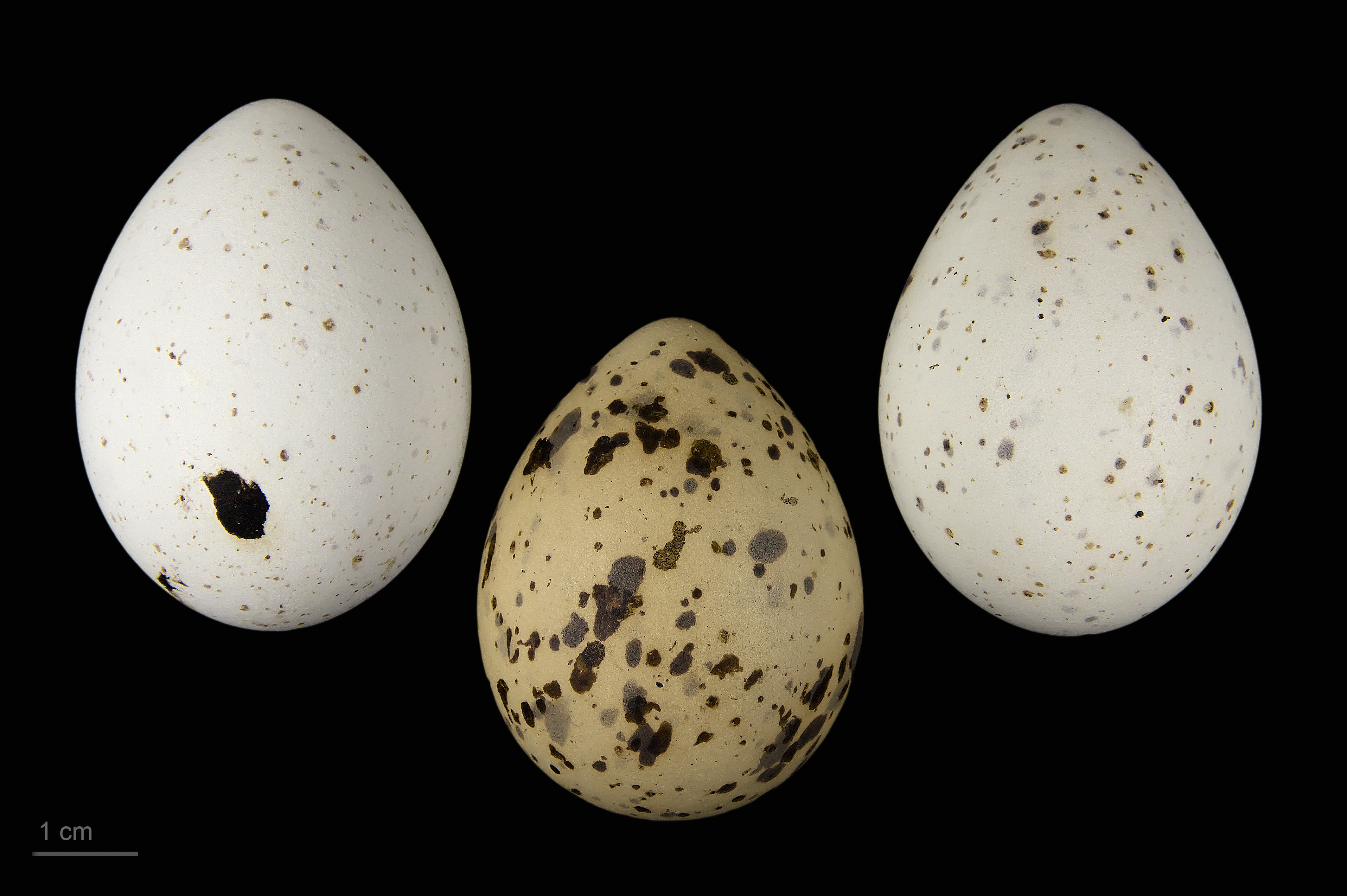
Sterna hirundo hirundo

Žije velmi společenským životem, shání potravu a odpočívá v malých hejnech. Hnízda staví na zemi na málo zarostlých místech, často jen na naplaveném štěrku. Od konce dubna do července snáší 1–4 vejce, sedí oba ptáci (ze 3/4 času samice) 21–22 dní, při častém rušení se může sezení protáhnout až na 30 dní. Mláďata se 3–4 dny zdržují na hnízdě, později se ukrývají v okolí. Zhruba týden jsou zahřívána samicí a druhý rodič přináší potravu, později krmí oba ptáci. Vzletná jsou ve 22–28 dnech, ještě další 1–2 měsíce jsou krmena rodiči. Hnízdiště opouštějí od srpna, poslední ptáci se u nás zdržují do října. Poprvé hnízdí většina ve 3. až 4. roce, nejvyšší věk je 25 let.

## Potrava
Potravu tvoří především malé rybky, které loví při třepotavém letu nad hladinou, ze kterého se střemhlav vrhá do vody. Menší část potravy tvoří hmyz a korýši.